# František Stibitz
František Stibitz (Kolín, 15 aprile 1917 – 3 marzo 2008) è stato un cestista, pallavolista e dirigente sportivo cecoslovacco.

## Carriera
Vinse la medaglia d'oro ai Campionati europei del 1946 e quella d'argento a quelli del 1947.